# Looking as You Are
 (février 2022).
Si vous disposez d'ouvrages ou d'articles de référence ou si vous connaissez des sites web de qualité traitant du thème abordé ici, merci de compléter l'article en donnant les références utiles à sa vérifiabilité et en les liant à la section « Notes et références ».
Singles de Embrace
Ashes
(2005) A Glorious Day
(2005)
Looking As You Are est le nom du troisième single extrait du l'album Out of Nothing du groupe anglais Embrace.

## Liste des titres
- 7"

1. Looking As You Are
2. Final Say

- CD1

1. Looking As You Are
2. Madelaine

- CD2

1. Looking As You Are
2. I Ache
3. Soldiers Hours
4. "Looking As You Are (Video)"